# 卢森堡共产主义起义

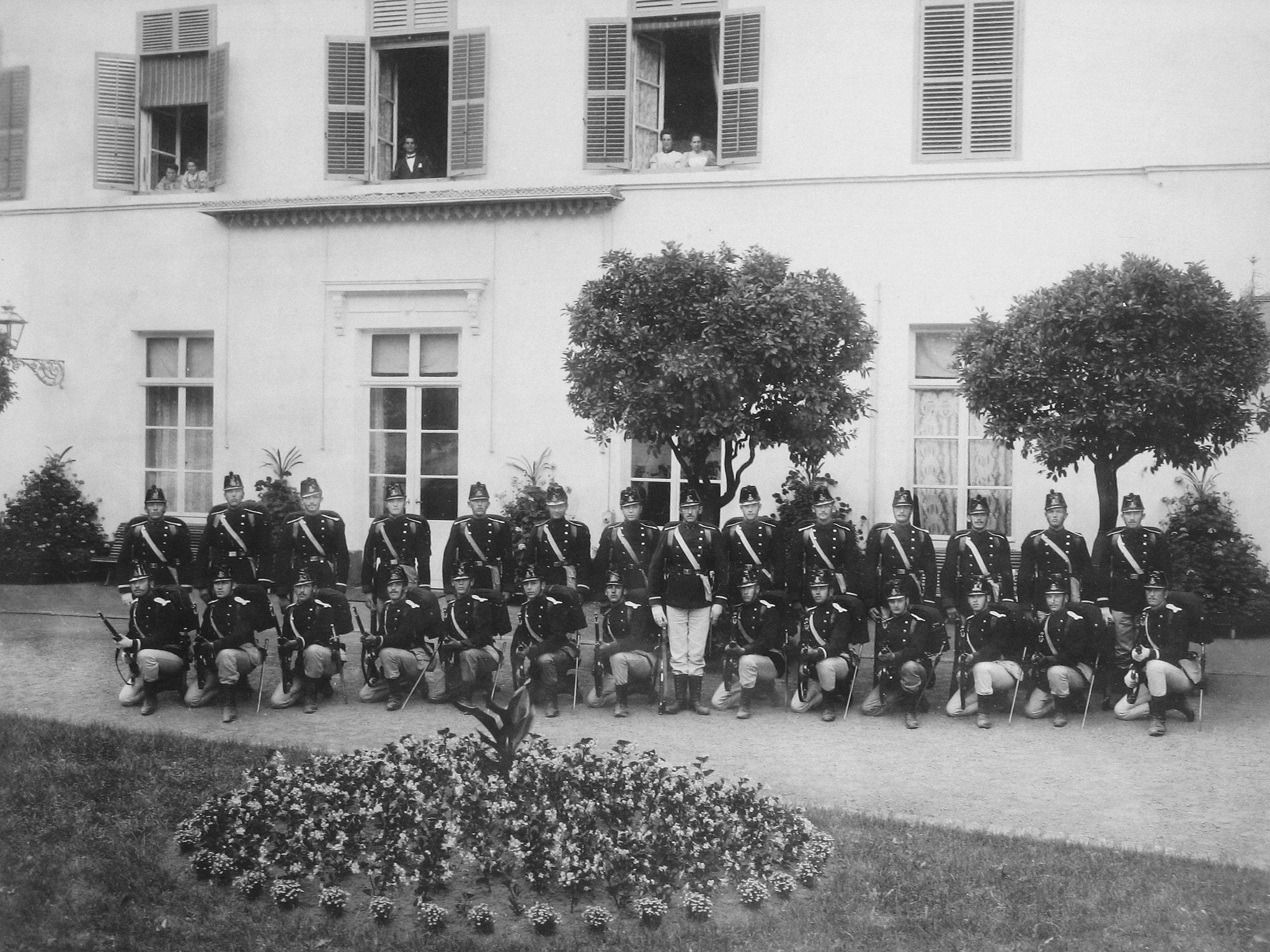
卢森堡军队镇压骚乱

1918年11月，受到德国十一月革命的激励，卢森堡市的共产主义者发动起义。起义随后扩散到阿尔泽特河畔埃施。最终起义被卢森堡大公宪兵队镇压，随后在隔年年一月爆发了规模更大的卢森堡起义。

## 11月10日

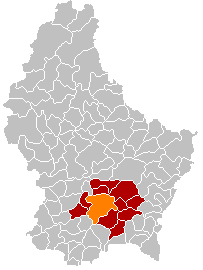
卢森堡市的位置

1918年11月10日，卢森堡市的居民决定效仿罗莎·卢森堡发动共产主义革命，来反抗卢森堡政府。但随着警察出面镇压叛乱，起义最终失败。

## 11月11日

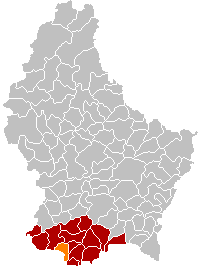
阿尔泽特河畔埃施的位置

卢森堡市起义失败的隔天，阿尔泽特河畔埃施的居民随之发动起义。由于警方的介入，这场起义也宣告失败。

## 政府反应
政府中的社会党人很快要求女大公玛丽·阿黛拉伊德退位，但最终以19票对21票的微弱劣势落败。 12月底，卢森堡首相请求社会党人为未来政府的活动提供帮助，但谈判失败。政府中的社会党人很快再次呼吁玛丽·阿黛拉伊德退位，再次失败后社会党人转而呼吁人民，卢森堡起义因此爆发，玛丽·阿黛拉伊德被迫退位。